# En buena hora
En buena hora fue un programa de televisión, emitido por La 1 de Televisión Española entre 1990 y 1991, con dirección y presentación de Joaquín Arozamena, acompañado por Candela Palazón.

## Formato
Bajo formato de magazine matinal, el espacio incluía entrevistas, concursos, reportajes y actuaciones musicales así como la emisión de las series Derecho a Amar, Webster, La Isla Telenovela de Puerto Rico y Santa Barbara.